# 女娄菜属
女娄菜属（学名：Melandrium）是石竹科下的一个属，为一年生或多年生草本植物。该属共有约100种，分布于北温带、南非和南美。